# Llista de catenae de Tritó
En aquest article només es mostra els noms oficials aprovats per la Unió Astronòmica Internacional (UAI).
Aquesta és una llista de catenae amb nom de Tritó

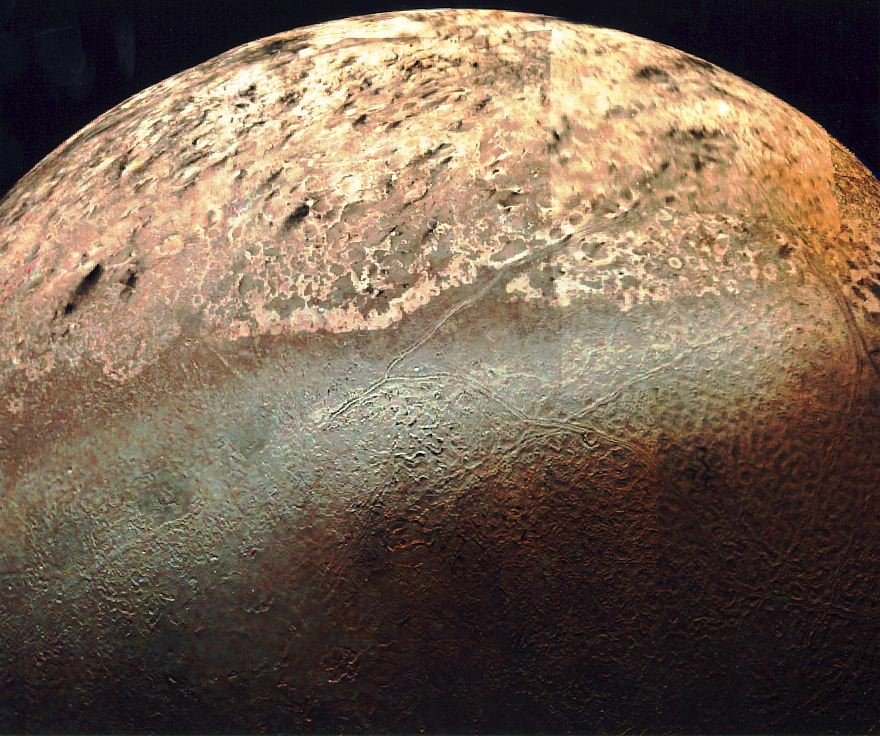
Imatge del pol sud de Tritó (Neptú i) realitzada per la sonda espacial Voyager 2 el 1989
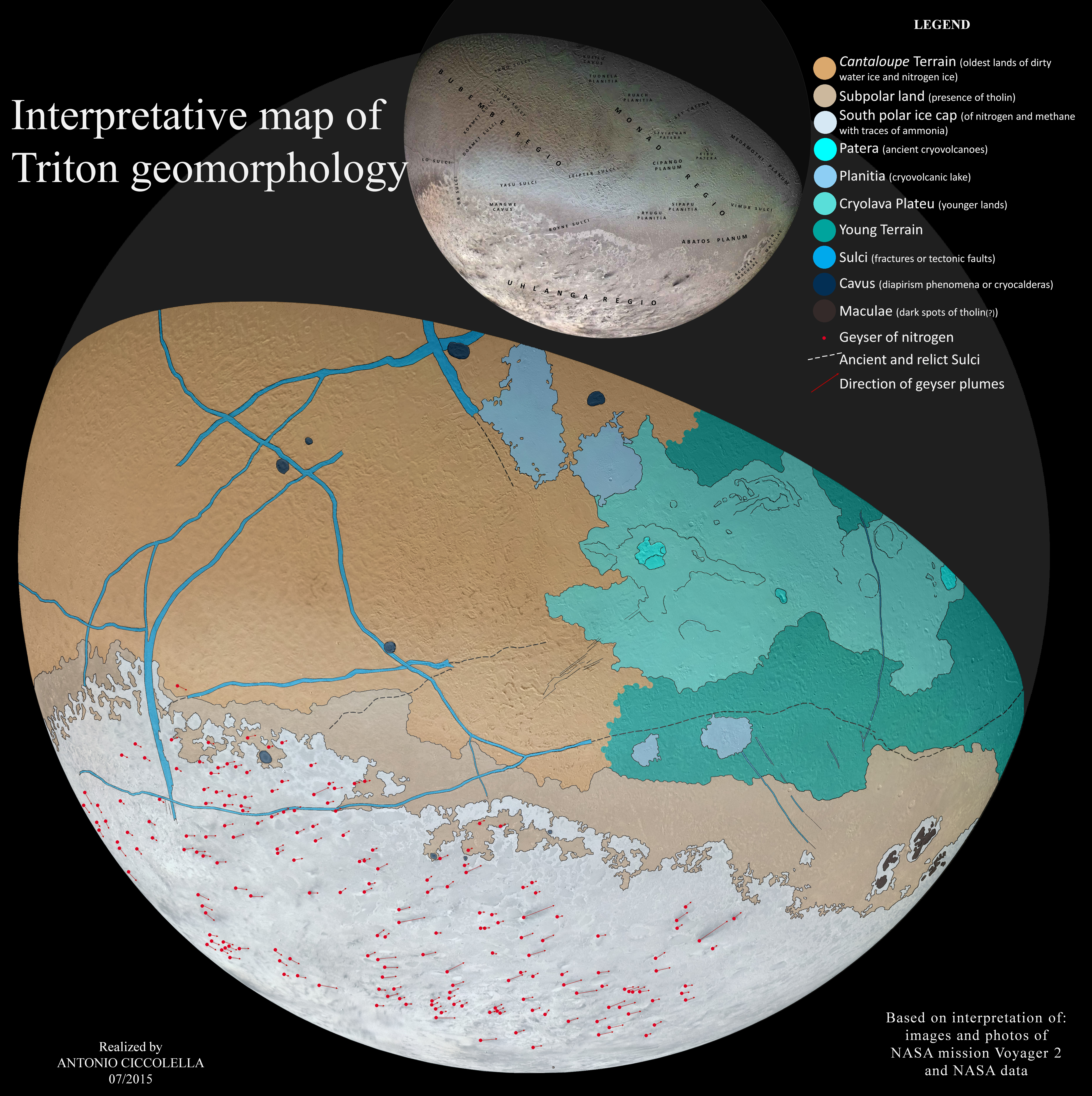
Mapa geomorfològic de Tritó

## Llista
Les catenae de la Tritó porten els noms de noms de divinitats marines de diverses cultures i llocs relacionats amb l'aigua, com fonts, illes, guèisers... Fins ara fins ara a Tritó només l'ha arribat la sonda espacial Voyager 2. Les dades recollides durant el sobrevol no van ser suficients per determinar la mida de les característiques de la superfície, de manera que la UAI encara no ha registrat les coordenades, pendents que futures missions proporcionin dades més precises.
La latitud i la longitud es donen com a coordenades planetogràfiques amb longitud oest (+ Oest; 0-360).
| Catena        | Coordenades                             | Diàmetre (km) | Epònim                                        | Ref.  |
| ------------- | --------------------------------------- | ------------- | --------------------------------------------- | ----- |
| Kraken Catena | 14° 00′ N, 324° 30′ O / 14.00°N,324.5°O | 0             | Kraken - Monstre del mar del folklore noruec. | WGPSN |
| Set Catena    | 22° 00′ N, 326° 30′ O / 22.00°N,326.5°O | 0             | Seth - Déu del caos en la mitologia egípcia   | WGPSN |